# Zhang Guangjun
Zhang Guangjun –en xinès, 張光軍– (2 d'abril de 1975) és un esportista xinès que va competir en judo, guanyador de dues medalles de bronze al Campionat Asiàtic de Judo els anys 1995 i 1999.

## Palmarès internacional
| Campionat Asiàtic | Campionat Asiàtic          | Campionat Asiàtic | Campionat Asiàtic |
| Any               | Lloc                       | Medalla           | Categoria         |
| ----------------- | -------------------------- | ----------------- | ----------------- |
| 1995              | Nova Delhi ( Índia)        | 3                 | –65 kg            |
| 1999              | Wenzhou ( R.P. de la Xina) | 3                 | –66 kg            |